# Arturo di Connaught
Arturo di Connaught (Arthur Frederick Patrick Albert; Castello di Windsor, 13 gennaio 1883 – Londra, 12 settembre 1938) è stato un membro della famiglia reale britannica e nipote della regina Vittoria del Regno Unito. Egli detenne il titolo di principe britannico ed il trattamento di Altezza Reale. Dal 20 novembre 1920 al 3 dicembre 1923 fu Governatore generale dell'Unione Sudafricana.

## Infanzia e gioventù
Il principe Arturo nacque il 13 gennaio 1883 al castello di Windsor. Suo padre era il principe Arturo, duca di Connaught e Strathearn, terzo figlio maschio della regina Vittoria e del principe consorte Alberto di Sassonia-Coburgo-Gotha; sua madre era invece la principessa Luisa Margherita di Prussia. Il principe venne battezzato nella cappella privata del castello il 16 febbraio 1883. Furono suoi padrini e madrine:
- la nonna paterna, la regina Vittoria;
- l'imperatrice Augusta di Germania, nata principessa di Sassonia-Weimar-Eisenach;
- la zia materna, Maria, principessa Enrico dei Paesi Bassi;
- il principe Giorgio, duca di Cambridge;
- il principe Alfredo, duca di Edimburgo;
- lo zio materno, il principe Federico Leopoldo di Prussia.

Arturo fu il primo tra i principi sangue reale a venire educato ad Eton College.

## Carriera militare
Dopo aver terminato la scuola, il principe Arturo venne educato al Royal Military College Sandhurst e inserito nel 7º Ussari (personale della Regina). Durante la seconda guerra boera partecipò attivamente all'azione militare e trascorse molti mesi di stazione a Krugersdorp. Nel 1907 venne promosso al rango di capitano nel 2º Dragoni (Greys Scozzesi Reali); nel 1920 divenne colonnello in capo onorario dello stesso reggimento.
Durante la prima guerra mondiale, il principe Arturo servì come aiutante di campo dei generali Sir John French e Sir Douglas Haig, che in seguito sarebbero stati comandanti delle Corpo di Spedizione Britannico in Francia e Belgio. Venne promosso a luogotenente colonnello nel 1919 e colonnello nelle riserve nel 1922. Nell'ottobre 1922 venne innalzato al rango onorificio di maggiore generale e divenne aiutante di campo di suo cugino, re Giorgio V.
Dal momento che i figli di Giorgio V erano troppo giovani per svolgere alcun ruolo pubblico fino alla fine della guerra, il principe Arturo di Connaught ricoprì incarichi reali in numerose cerimonie ufficiali, in patria e all'estero.

## Matrimonio

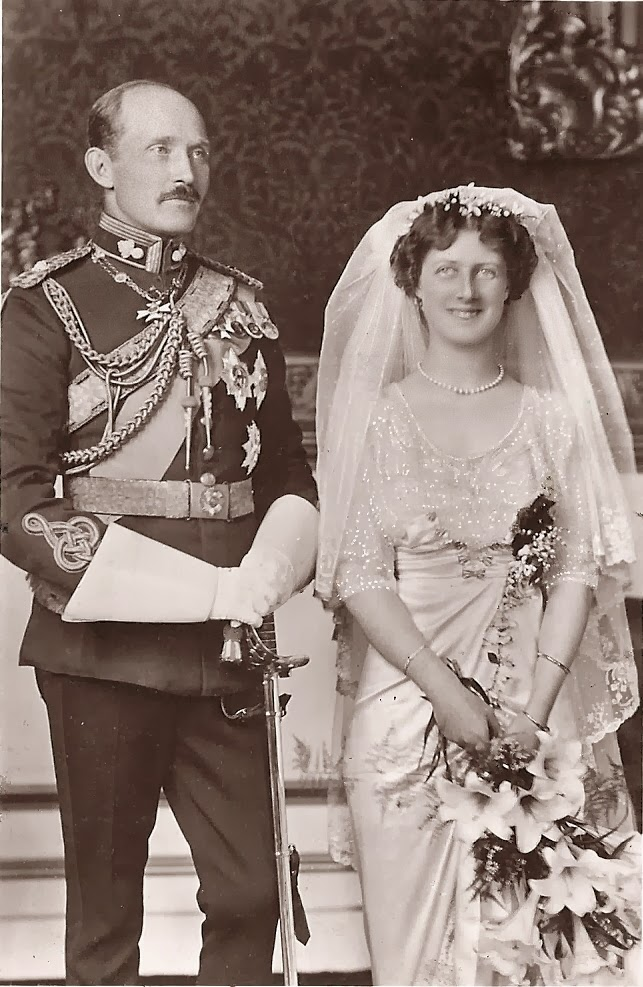
Arturo di Connaught e Alessandra di Fife nel giorno del loro matrimonio

Il 15 ottobre 1913, Arturo sposò la principessa Alexandra, duchessa di Fife (17 maggio 1891 – 26 febbraio 1959) nella cappella reale di St. James's Palace, a Londra; lei deteneva il titolo ducale come suo proprio diritto, essendo la figlia maggiore di Alexander Duff, 1º duca di Fife, e di Luisa, principessa reale, a sua volta figlia maggiore di re Edoardo VII e della regina consorte Alessandra. Arturo era quindi un primo cugino della madre della sua sposa.
Dopo il loro matrimonio, Arturo ed Alessandra vennero indicati come Loro Altezze Reali Principe e Principessa Arturo di Connaught.
Ebbero un unico figlio:
- Principe Alastair di Connaught, futuro Conte di McDuff e 2º Duca di Connaught (9 agosto 1914 – 26 aprile 1943).

## Ultimi anni
Dopo la successione al trono di suo cugino, re Giorgio V, il principe Arturo si trovò nella condizione di essere il membro maschio più anziano della famiglia reale britannico a risiedere nel Regno Unito. Per questo motivo si trovò a dover svolgere numerosi incarichi reali per conto del monarca e, nei periodi in cui Giorgio V era all'estero, agiva come membro del Consiglio di Stato.
Nel 1920 il principe Arturo succedette al Visconte Buxton come governatore generale e comandante in capo dell'Unione Sudafricana; nel 1923 il suo posto venne preso dal Conte di Athlone. Al ritorno in Inghilterra, Arturo venne coinvolto in numerose iniziative benefiche, tra cui anche il partecipare come presidente del consiglio di direzione del Middlesex Hospital. Come suo padre, il Duca di Connaught, egli era un attivo frammassone, e divenne Gran Maestro Provinciale del Berkshire nel 1924.
Il principe Arturo di Connaught morì di un cancro allo stomaco all'età di cinquantacinque anni; una delle sue ultime apparizioni pubbliche fu quella all'incoronazione di re Giorgio VI, nel maggio 1937. Suo padre gli sopravvisse di altri quattro anni, cosicché il suo unico figlio Alastair, che a partire dal 1917 aveva utilizzato il titolo di cortesia di Conte di Macduff (come titolo minore incorporato in quello materno di Duca di Fife), nel 1942 succedette al nonno paterno come 2º Duca di Connaught e Strathearn e Conte di Sussex.

## Titoli nobiliari, onorificenze e stemma

### Titoli
- 13 gennaio 1883 – 12 settembre 1938: Sua Altezza Reale Principe Arturo di Connaught

### Onorificenze
- Privato Consigliere (11 giugno 1910)

#### Carriera militare
- Secondo luogotenente del 7º Ussari (Personale della Regina) (8 maggio 1901)
- Luogotenente del 7º Ussari (Personale della Regina) (14 gennaio 1903)
- Capitano del 2º Dragoni (Greys Scozzesi Reali) (27 aprile 1907)
- Maggiore onorario del 2º Dragoni (Greys Scozzesi Reali) (14 ottobre 1913)
- Maggiore del 2º Dragoni (Greys Scozzesi Reali) (19 agosto 1915)
- Luogotenente colonnello onorario del 2º Dragoni (Greys Scozzesi Reali) (3 giugno 1919)
- Ritirato dal servizio attivo il 1º marzo 1922

### Stemma
In quanto nipote in linea maschile di un sovrano britannico, il principe Arturo di Connaught poté utilizzare lo stemma del regno, con uno scudo interno per la Sassonia, il tutto differenziato mediante un nastro d'argento a cinque punte, il paio esterno e quella centrale recanti delle croci rosse, mentre il paio più interno con dei fiordalisi azzurri. Nel 1917, con decreto reale di Giorgio V, venne tolto lo scudo interno.

#### Nomine militari onorifiche
- Colonnello in Capo dei Greys Scozzesi Reali (2° Dragoni)
- Colonnello in Capo dei Royal Army Pay Corps

## Ascendenza
|                                   |                  |                                       | Genitori                                        |  |  | Nonni |  |  | Bisnonni                            |  |  | Trisnonni                                       |  |
|                                   |                  |                                       |                                                 |  |  |       |  |  | Ernesto I di Sassonia-Coburgo-Gotha |  |  | Francesco Federico di Sassonia-Coburgo-Saalfeld |  |
|                                   |                  |                                       |                                                 |  |  |       |  |  | Ernesto I di Sassonia-Coburgo-Gotha |  |  | Francesco Federico di Sassonia-Coburgo-Saalfeld |  |
|                                   |                  | Augusta di Reuss-Ebersdorf            |                                                 |  |  |       |  |  | Ernesto I di Sassonia-Coburgo-Gotha |  |  |                                                 |  |
| Alberto di Sassonia-Coburgo-Gotha |                  |                                       |                                                 |  |  |       |  |  | Ernesto I di Sassonia-Coburgo-Gotha |  |  |                                                 |  |
|                                   |                  | Luisa di Sassonia-Gotha-Altenburg     | Augusto di Sassonia-Gotha-Altenburg             |  |  |       |  |  |                                     |  |  |                                                 |  |
|                                   |                  | Luisa di Sassonia-Gotha-Altenburg     | Augusto di Sassonia-Gotha-Altenburg             |  |  |       |  |  |                                     |  |  |                                                 |  |
|                                   |                  | Luisa di Sassonia-Gotha-Altenburg     | Luisa Carlotta di Meclemburgo-Schwerin          |  |  |       |  |  |                                     |  |  |                                                 |  |
| Arturo di Sassonia-Coburgo-Gotha  |                  | Luisa di Sassonia-Gotha-Altenburg     |                                                 |  |  |       |  |  |                                     |  |  |                                                 |  |
|                                   |                  | Edoardo Augusto di Hannover           | Giorgio III del Regno Unito                     |  |  |       |  |  |                                     |  |  |                                                 |  |
|                                   |                  | Edoardo Augusto di Hannover           | Giorgio III del Regno Unito                     |  |  |       |  |  |                                     |  |  |                                                 |  |
|                                   |                  | Edoardo Augusto di Hannover           | Carlotta di Meclemburgo-Strelitz                |  |  |       |  |  |                                     |  |  |                                                 |  |
| Vittoria del Regno Unito          |                  | Edoardo Augusto di Hannover           |                                                 |  |  |       |  |  |                                     |  |  |                                                 |  |
|                                   |                  | Vittoria di Sassonia-Coburgo-Saalfeld | Francesco Federico di Sassonia-Coburgo-Saalfeld |  |  |       |  |  |                                     |  |  |                                                 |  |
|                                   |                  | Vittoria di Sassonia-Coburgo-Saalfeld | Francesco Federico di Sassonia-Coburgo-Saalfeld |  |  |       |  |  |                                     |  |  |                                                 |  |
|                                   |                  | Vittoria di Sassonia-Coburgo-Saalfeld | Augusta di Reuss-Ebersdorf                      |  |  |       |  |  |                                     |  |  |                                                 |  |
| Arturo di Sassonia-Coburgo-Gotha  |                  | Vittoria di Sassonia-Coburgo-Saalfeld |                                                 |  |  |       |  |  |                                     |  |  |                                                 |  |
|                                   | Carlo di Prussia | Federico Guglielmo III di Prussia     |                                                 |  |  |       |  |  |                                     |  |  |                                                 |  |
|                                   | Carlo di Prussia | Federico Guglielmo III di Prussia     |                                                 |  |  |       |  |  |                                     |  |  |                                                 |  |
|                                   | Carlo di Prussia | Luisa di Meclemburgo-Strelitz         |                                                 |  |  |       |  |  |                                     |  |  |                                                 |  |
| Federico Carlo di Prussia         | Carlo di Prussia |                                       |                                                 |  |  |       |  |  |                                     |  |  |                                                 |  |
|                                   |                  | Maria di Sassonia-Weimar-Eisenach     | Carlo Federico di Sassonia-Weimar-Eisenach      |  |  |       |  |  |                                     |  |  |                                                 |  |
|                                   |                  | Maria di Sassonia-Weimar-Eisenach     | Carlo Federico di Sassonia-Weimar-Eisenach      |  |  |       |  |  |                                     |  |  |                                                 |  |
|                                   |                  | Maria di Sassonia-Weimar-Eisenach     | Marija Pavlovna Romanova                        |  |  |       |  |  |                                     |  |  |                                                 |  |
| Luisa Margherita di Prussia       |                  | Maria di Sassonia-Weimar-Eisenach     |                                                 |  |  |       |  |  |                                     |  |  |                                                 |  |
|                                   |                  | Leopoldo IV di Anhalt-Dessau          | Federico di Anhalt-Dessau                       |  |  |       |  |  |                                     |  |  |                                                 |  |
|                                   |                  | Leopoldo IV di Anhalt-Dessau          | Federico di Anhalt-Dessau                       |  |  |       |  |  |                                     |  |  |                                                 |  |
|                                   |                  | Leopoldo IV di Anhalt-Dessau          | Amalia d'Assia-Homburg                          |  |  |       |  |  |                                     |  |  |                                                 |  |
| Maria Anna di Anhalt              |                  | Leopoldo IV di Anhalt-Dessau          |                                                 |  |  |       |  |  |                                     |  |  |                                                 |  |
|                                   |                  | Federica di Prussia                   | Luigi Carlo di Prussia                          |  |  |       |  |  |                                     |  |  |                                                 |  |
|                                   |                  | Federica di Prussia                   | Luigi Carlo di Prussia                          |  |  |       |  |  |                                     |  |  |                                                 |  |
|                                   |                  | Federica di Prussia                   | Federica di Meclemburgo-Strelitz                |  |  |       |  |  |                                     |  |  |                                                 |  |
|                                   |                  | Federica di Prussia                   |                                                 |  |  |       |  |  |                                     |  |  |                                                 |  |